# Ростовський заповідник
Росто́вський запові́дник, повна офіційна назва Держа́вний приро́дний біосфе́рний запові́дник «Росто́вський» (рос. Государственный природный биосферный заповедник «Ростовский») — біосферний заповідник, розташований у Ростовській області Росії. Заснований 27 грудня 1995 року. Площа заповідної території становить 9531,5 га. Заповідник створений задля охорони унікальних ділянок південних цілинних степів, водно-болотних угідь озера Манич-Гудило, рідкісних представників рослинного і тваринного світу.
Флора заповідника налічує 459 видів вищих рослин, 12 видів мохів і 52 види грибів, серед яких щонайменше 14 охоронюваних, а також чимало ендемічних. Фауна Ростовського заповідника включає ссавців 38 видів, птахів — 217, плазунів — 12, земноводних — 3, комах — близько 1600 видів. З орнітофауни заповідника 30 видів птахів занесені до Червоної книги Росії, а 11 — до Червоного списку Міжнародного союзу охорони природи. Територія Острівного філіалу заповідника та буферної зони навколо нього включена Рамсарською конвенцією до списку водно-болотних угідь міжнародного значення.

## Історія

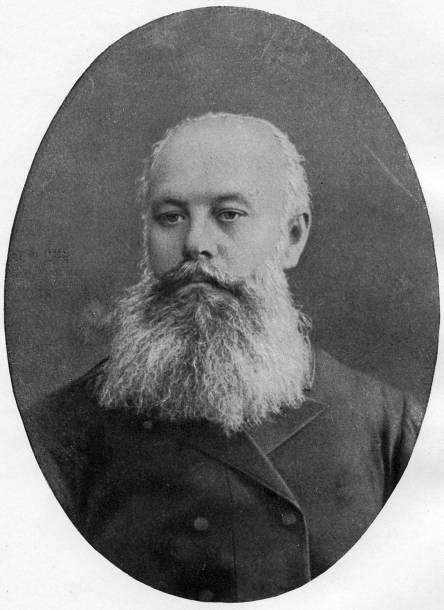
Ініціатор створення Ростовського заповідника В. В. Докучаєв у 1895 році.

Степи на теренах сучасної Ростовської області були освоєні людьми здавна. За античної доби вони входили в зону розселення скіфів і сарматів, у IV—XI століттях належали хозарам, в XI—XIV віках ними кочували половці. До сьогодні лише в Стариковському філіалі збереглося 7 курганів, вік яких визначають у 5000 років. Після включення цих земель до складу Російської імперії їхнє населення було етнічно неоднорідним: нарівні з осілими російськими й українськими селянами, тут ще мешкали калмики, які займалися напівкочовим скотарством. Отже більшість місцевих угідь були пасовищами, однак частка ріллі постійно збільшувалась через інтенсифікацію сільського господарства. Вже на початку XIX століття в ростовських степах зникли такі копитні як тарпани і сайгаки, значно знизили свою чисельність великі птахи: дрохви, степові орли і журавлі.
У 1895—1896 роках ґрунтознавець В. В. Докучаєв звернув увагу на необхідність охорони тоді вже нечисленних ділянок цілинного степу, наголошуючи на тому, що вони мають не тільки естетичне, природоохоронне, але й наукове значення, адже тоді ці землі були практично не досліджені. Заклик науковця підтримали члени Новоросійської філії Російського ботанічного товариства. У XX столітті аналогічну ідею неодноразово подавали академіки Н. П. Городин і Б. О. Келлер, член-кореспондент Академії наук СРСР В. М. Лавренко, у 1950—1970-х роках на її підтримку висловлювався професор Г. М. Зозулін, ростовські ботаніки і ґрунтознавці К. Н. Залесський, А. М. Ярашенніков, М. Н. Поляков, А. Ф. Флєров. Лише по ста роках проєктної підготовки план заповідних ділянок був затверджений. 17 грудня 1995 року постановою російського уряду був заснований Ростовський заповідник, чия площа становила 9531,5 га. 4 листопада 2000 року голова адміністрації Ростовської області своїм рішенням затвердив навколо Острівного і Стариковського філіалів заповідника буферну зону площею 74 350 га. Крім того, керівництву Ростовського заповідника підпорядкували окремий природоохоронний об'єкт — Цимлянський заказник.

## Клімат
Ростовський заповідник розташований у континентальній кліматичній зоні помірної смуги. Його терени зазнають впливу атлантичних і полярних східно-азійських циклонів і антициклонів, що обумовлює часту переміну атмосферного тиску і напрямку вітрів у цьому регіоні. За агрокліматичним районуванням він відноситься до зони з помірно холодною зимою і дуже спекотним посушливим літом.
Середньорічна температура повітря на його території становить +9,3 °C. Найхолодніший місяць — січень, чия середня температура складає –5,6 °C. Середня температура найтеплішого місяця, липня, дорівнює +24 °C. Екстремальні зимові температури понижуються до –35…–36 °C, літні сягають +40…+42 °C. Безморозний період із температурами вищими за +5 °C триває 185—190 днів. Сума активних температур у вегетаційний період складає 3400—3500°C.
Середньорічна кількість опадів над територією Ростовського заповідника не перевищує 300—400 мм, причому з них 200—240 мм випадають у вегетаційний період. Найвища відносна вологість повітря зафіксована в січні (82—83 %), найнижча — у серпні (38—40 %). Стійкий сніговий покрив утворюється лише наприкінці грудня, а вже в середині березня середньодобові температури переходять межу в 0 °C. Отже фенологічна зима у заповіднику триває не довше двох місяців, причому взимку 40—50 днів припадає на відлиги, коли температура повітря тимчасово може підвищуватись навіть до +10 °C. Середня висота снігового покриву складає 10—15 см, у листопаді буває від 2 до 7 днів, коли утворюється наст без снігу (льодяна кірка).
Над територією Ростовського заповідника віють здебільшого східні й південно-західні вітри, рідше — західні. Вітряних днів тут дуже багато, лише о теплій порі року 102 дні бувають з суховіями; в середньому за рік 22 дні бувають з сильними вітрами (зі швидкістю понад 15 м/с), 9 — з пиловими бурями. Такі буревії в заповіднику нерідко здіймають не тільки пил, а й сіль з висохлих озер, що істотно впливає на навколишню рослинність.

## Географія
Ростовський заповідник розташований у Південному федеральному окрузі Росії, на південному сході Ростовської області в межах Орловського і Ремонтненського районів. Його територія складається з чотирьох просторово ізольованих філіалів, витягнутих у напрямку із заходу на схід на відстані 5—25 км один від одного.
Острівний філіал — найзахідніший і найбільший за розміром, має площу 4591 га, але з них тільки 1913,4 га припадає на суходіл, решта 2766,4 га це акваторія озера Манич-Гудило. Цей філіал розташований в Орловському районі за 79 км від його адміністративного центру — селища Орловський. За 14 км від заповідних кордонів в напрямку північного сходу знаходиться селище Волочаєвський, в якому розташована адміністрація заповідника. Острівний філіал включає озерні острови Водний (Південний) і Горілий, а також 10 га материкового берега. Крім власне акваторії ландшафти цієї частини заповідника представлені степовими ділянками, солонцюватим болотом (38,9 га), балкою (11,8 га) і солончаком (5,2 га).
Стариковський філіал — наступний на схід після Острівного; обіймає площу в 2182,5 га. Розташований на сході Орловського району. Його терени складають переважно колишні пасовища (1981,6 га), сіножаті (34 га), перелоги (121,7 га) та яри (17,9 га). Кордони цього філіалу пролягають за 10—12 км у напрямку південного сходу від хутора Курганний, через який проходить автомобільне шосе регіонального значення Орловський — Ремонтне.
Краснопартизанський філіал — обіймає площу в 1768 га. Розташований у Ремонтненському районі за 10—12 км на південний захід від села Києвка, через яке також пролягає траса Орловський — Ремонтне. Ландшафти цього філіалу являють собою переважно колишні пасовища (1651,1 га), що нині перетворились на дикий степ. Також в його межах існують невеликі ділянки ріллі (96,5 га), деревних насаджень (7,2 га) і водойм (4,2 га).
Цган-Хаг — найменший і найсхідніший філіал, чия площа становить 990 га. Знаходиться у Ремонтненському районі, кордони цього філіалу пролягають за 10—12 км на захід від села Кормове, через яке проходить автомобільна траса регіонального значення Ремонтне — Приютне. Природні кордони Цган-Хага збігаються з кордонами однойменного урочища, розташованого на вододілі балок Солонка і Крутенька. Воно являє собою солончак, який навесні перетворюється на озеро з невисокими островами і мисами. Солончакові пустки займають площу 609 га, ще 381 га припадає на колишні пасовища.
З точки зору фізичної географії терени Ростовського заповідника цілком лежать в межах Кумо-Маницької западини, у північній частині долини, утвореної річкою Західний Манич. Кумо-Маницька западина являє собою тектонічне пониження, яке виникло внаслідок підняття двох прилеглих до неї рівнин — Східноєвропейської на півночі та Передкавказзя на півдні. В сучасний історичний період ця западина на заході переходить у долину Дону, а на сході сполучається з Прикаспійською низовиною. З двох великих рівнин, які її обмежують, до заповідних кордонів дотичні такі геологічні утворення як Сало-Маницька гряда (підняття) на півночі та пологий схил Ставропольської рівнини на півдні. Найвища точка Сало-Маницької гряди (131 м) знаходиться всього лише за 12 км від кордону Стариковського філіалу, відроги цієї гряди входять до охоронної зони заповідника.

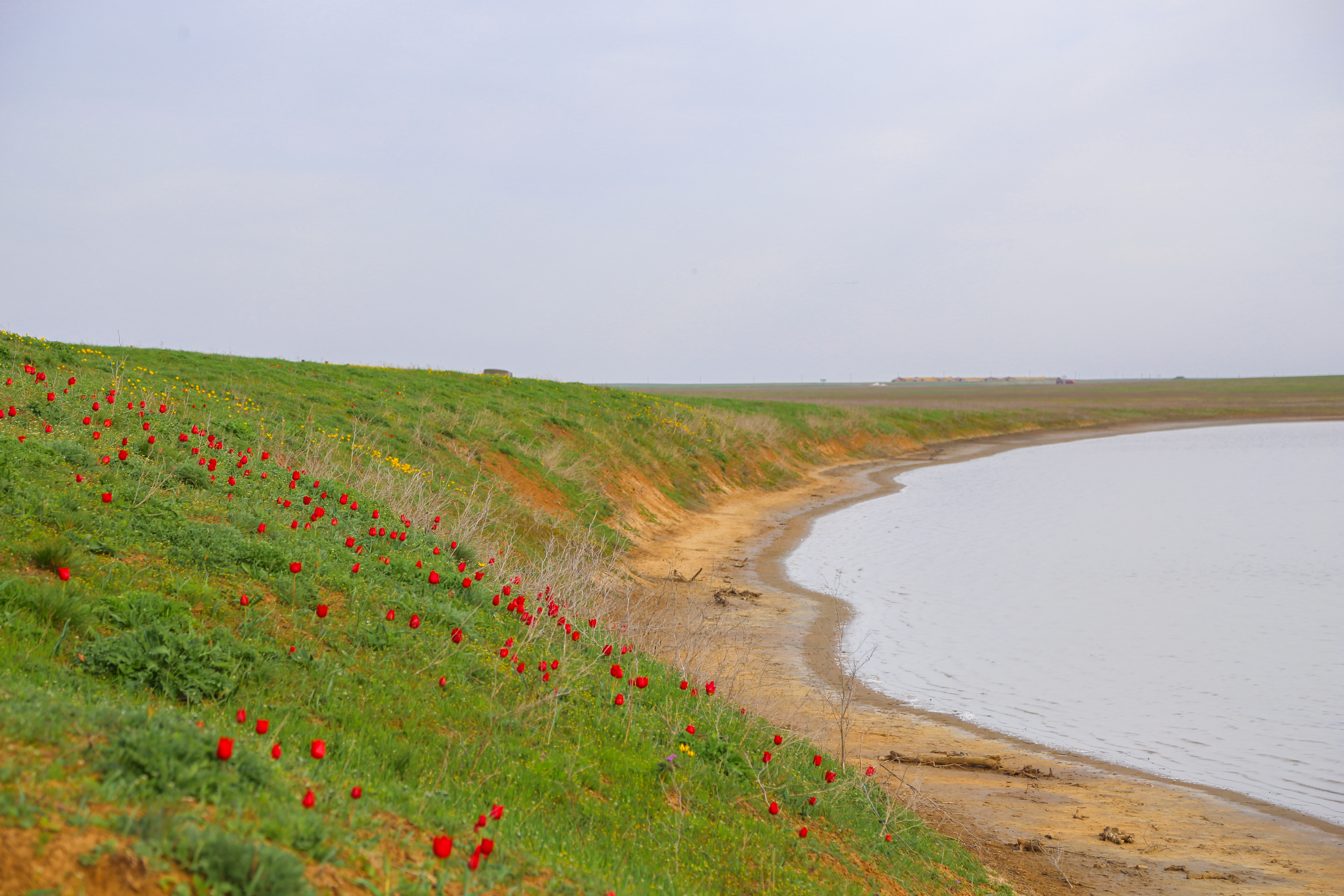
Крутий берег першої тераси.

Кумо-Маницька западина має дуже незначну висоту над рівнем моря: абсолютна висота її дна становить лише 7—10 м. Найнижчу центральну частину западини заповнило велике озеро Манич-Гудило. Внаслідок періодичного розмивання і накопичення наносів у минулі геологічні епохи навколо озера сформувались чотири тераси. Перша тераса наразі здіймається над дном долини на 3—6 м, над нею височіє друга, яка простирається на 10 км. Третя тераса має висоту 15—35 м над рівнем моря і вшир простирається на 7 км. Четверта тераса зазнала сильної ерозії і в сучасну історичну добу майже непомітна. Острівний, Краснопартизанський філіали і Цган-Хаг розташовані в межах першої та другої терас, і лише Стариковський філіал знаходиться на третій. Взагалі він є найбільш високою частиною заповідника (середня висота над рівнем моря 100 м). Загалом долина Манича в околицях озера Манич-Гудило простягається вшир на 20—30 км.

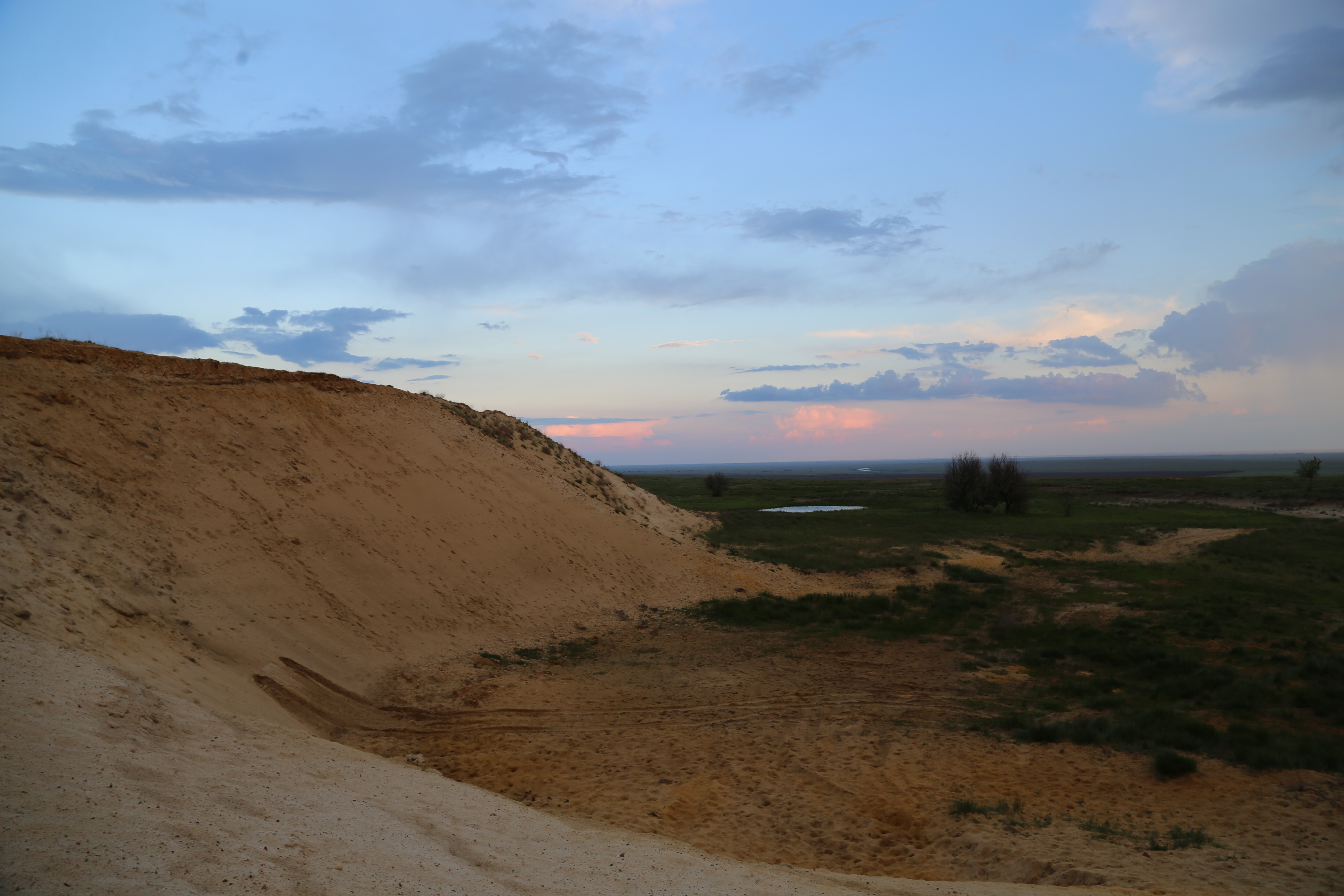
Лиса гора — типовий берівський бугор в околицях заповідника.

У всіх філіалах Ростовського заповідника ландшафти типово рівнинні. До крупних форм рельєфу, наявних на його території, слід віднести берівські бугри, великі улоговини між пагорбами, яри, балки, урвища. Берівські бугри являють собою видовжені піщані пагорби м'яких обрисів, що здіймаються у висоту на 15—20 м і простягаються на відстань до 2 км. Вони надають рельєфу заповідника хвилястого характеру. Улоговини між берівськими буграми часто перетворюються на солоні озера, а ті при висиханні — на солончаки. Яри зазвичай неглибокі, найкраще вони розвинуті в Стариковському та, особливо, Краснопартизанському філіалах, зокрема, в останньому на схилах балки Солонка на відстані 3 км налічують 14 молодих ярів. Їхня довжина коливається в межах від 45 до 300 м, а ширина складає 3—10 м. Яри є наслідками ґрунтової ерозії, яку в минулому спричинило надмірне випасання худоби і викликана ним деградація степової дернини (прояв опустелювання). Старі яри поступово перетворюються на балки, чиї обриси згладжує вітрова ерозія, а схили закріплює розвинута степова рослинність. В Острівному філіалі на острові Водний є Журавлина балка, яка утворилась в улоговині між двома увалами завдовжки 8 і 6 км. Частина цієї балки перетворилась на озерну затоку. В Стариковському філіалі є великі балки Старикова, Крута і Лисяча, в Краснопартизанському крім згаданої балки Солонка існує балка Волочайка. Урвища в Ростовському заповіднику існують лише на берегах Острівного філіалу. Всі вони є наслідками берегової ерозії, тобто виникли під дією хвиль, які призводять до періодичних обвалів ґрунту.

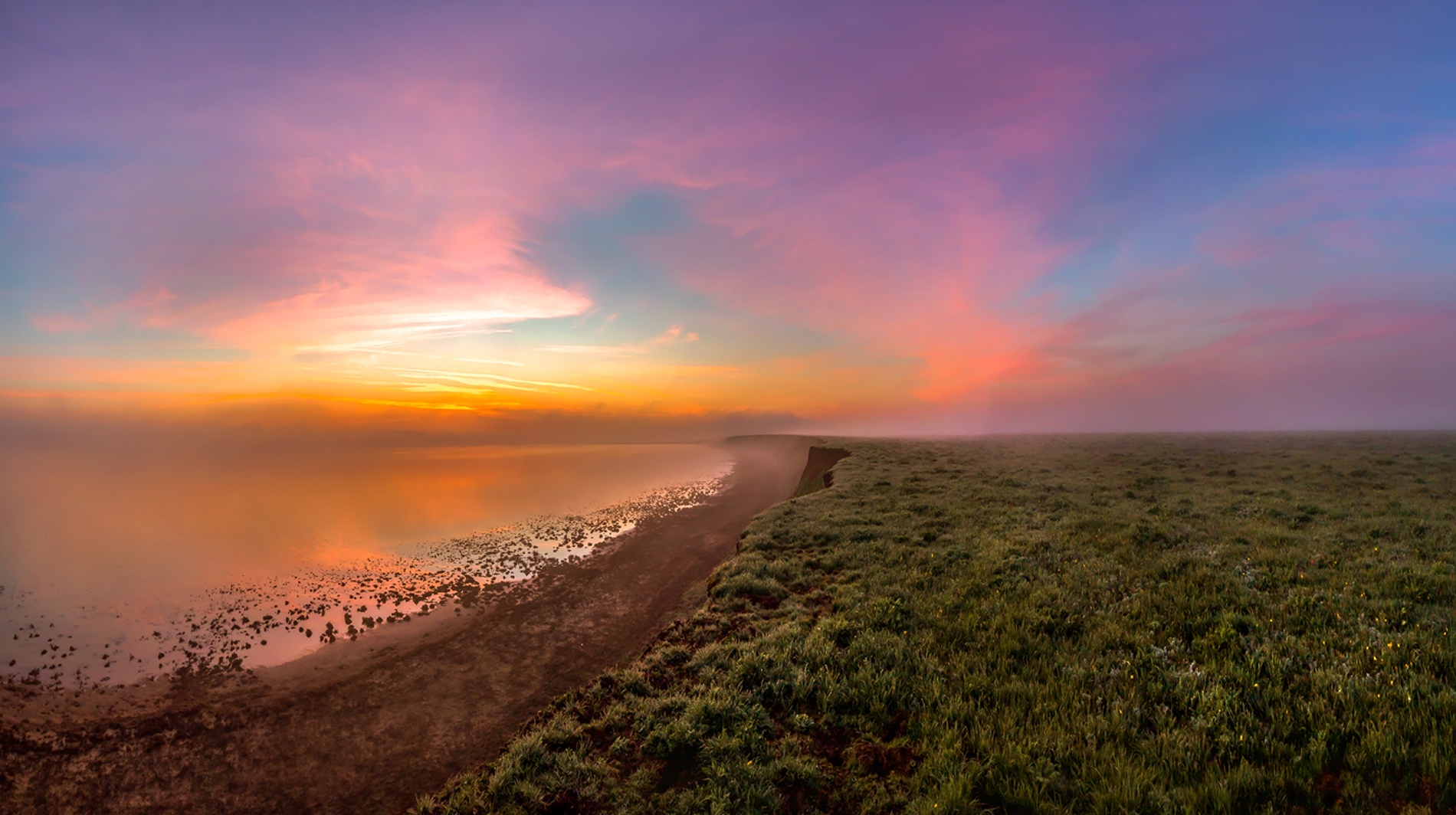
Урвистий берег Манич-Гудила.

Крім того, хвилі озера Манич-Гудило створюють ще одну абразійну форму мезорельєфу — хвилебійні ниші. Природно, що в Ростовському заповіднику їх можна побачити тільки в Острівному філіалі. Ці ниші являють собою невеликі заглибини берегової лінії однакового розміру, що з одноманітною періодичністю повторюються по всьому узбережжю водойми. Вони виникають внаслідок того, що хвилі накочують на берег не прямо, а під кутом, обумовленим панівним напрямком вітрів у цій місцевості. Також у всіх філіалах заповідника, крім Цган-Хага, виявлено форми мікрорельєфу: «потяжини», степові блюдця, сори (саги) і горбки. «Потяжини» мають вигляд довгих, вузьких, але неглибоких понижень, що перетинають схили зверху вниз. Степові блюдця — це теж неглибокі заглибини, але круглої форми завширшки від 1 до 15 м, вони формуються на рівній поверхні. Сори — це різновид блюдець з високими крутими бортами. Вони мають суфозійне походження і трапляються тільки на дні балок. Горбки завширшки до 3 м знайдено у Стариковському і Краснопартизанському філіалах, а на островах Острівного філіалу їх немає. Це дає підстави припускати, що вони мають зоогенне походження, тобто виникли внаслідок риючої діяльності якихось гризунів, відсутніх у сучасній фауні заповідника.

## Гідрологія

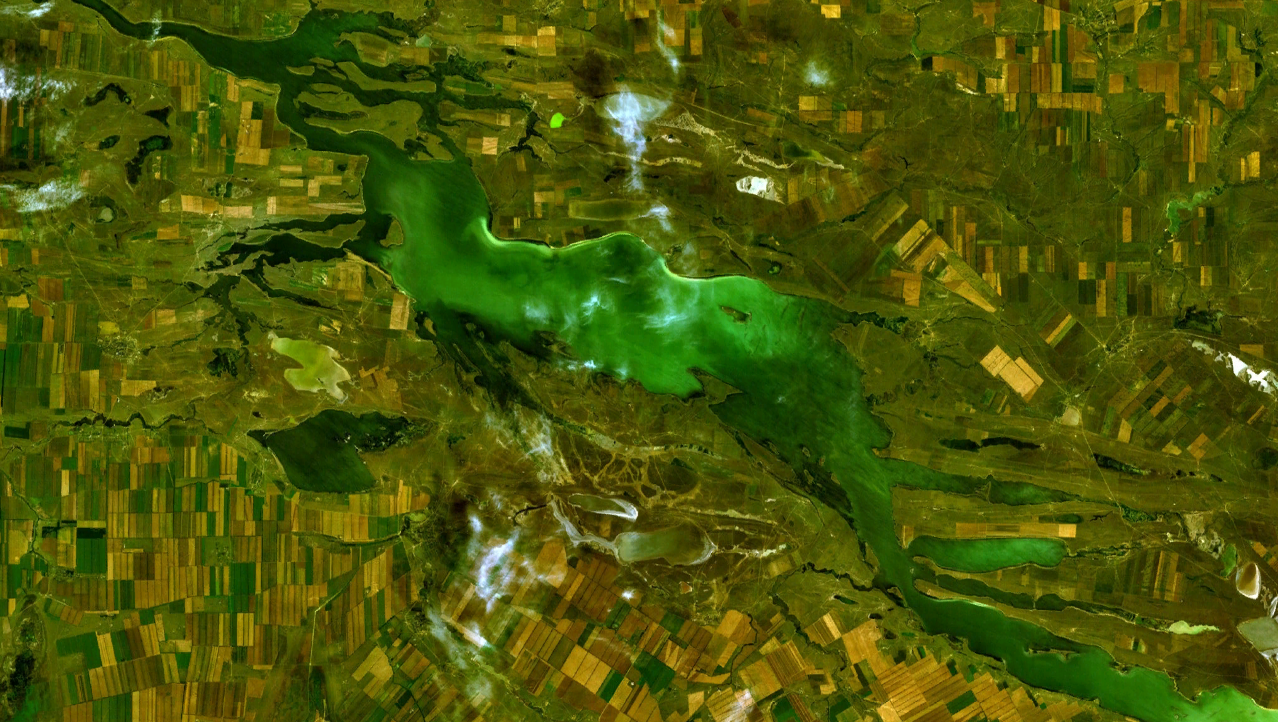
Супутникове фото озера Манич-Гудило демонструє високу розораність берегів водойми. У верхньому лівому куті видно довгасті острови Горілий і Водний, а також Журавлину балку-затоку на заході острова Водний.

Оскільки територія Ростовського заповідника фрагментована, а його філіали віддалені один від одного, то гідрографічна мережа його теренів не становить єдиного цілого. В різних частинах охоронюваної зони вона розвинута нерівномірно. Найбільшу площу водойми займають в Острівному філіалі, який охоплює північно-західну частину озера Манич-Гудило. Ця солона мілководна водойма за розмірами наближена до моря, тому її іноді називають озеро-лиман. Саме великим розміром пояснюється її специфічний абразійний вплив на рельєф навколишнього суходолу. Натомість на клімат прилеглих земель Манич-Гудило майже не впливає, оскільки посушлива дія вітру над степом нівелює випаровування з водойми. Манич-Гудило зазнає багаторічних коливань рівня води. Так, у 1998 році рівень його водонаповнення був найвищим за всю історію наукових спостережень в заповіднику. Тоді Журавлина балка на острові Водний заповнилась водою повністю, тимчасово перетворившись на протоку. В наступні роки балка висохла, а з 2008 року внаслідок обміління озера щезла і глибша постійна протока між островами Водний і Горілий. Тепер на її місці коса, таким чином два острови майже злились в один. Крім того, у Манич-Гудилі фіксують щорічні сезонні коливання солоності. Навесні при скиданні в озеро великих об'ємів талої води з Пролетарського водосховища воно має найнижчу солоність, влітку цей показник підвищується до океанічного рівня в 40 ‰.

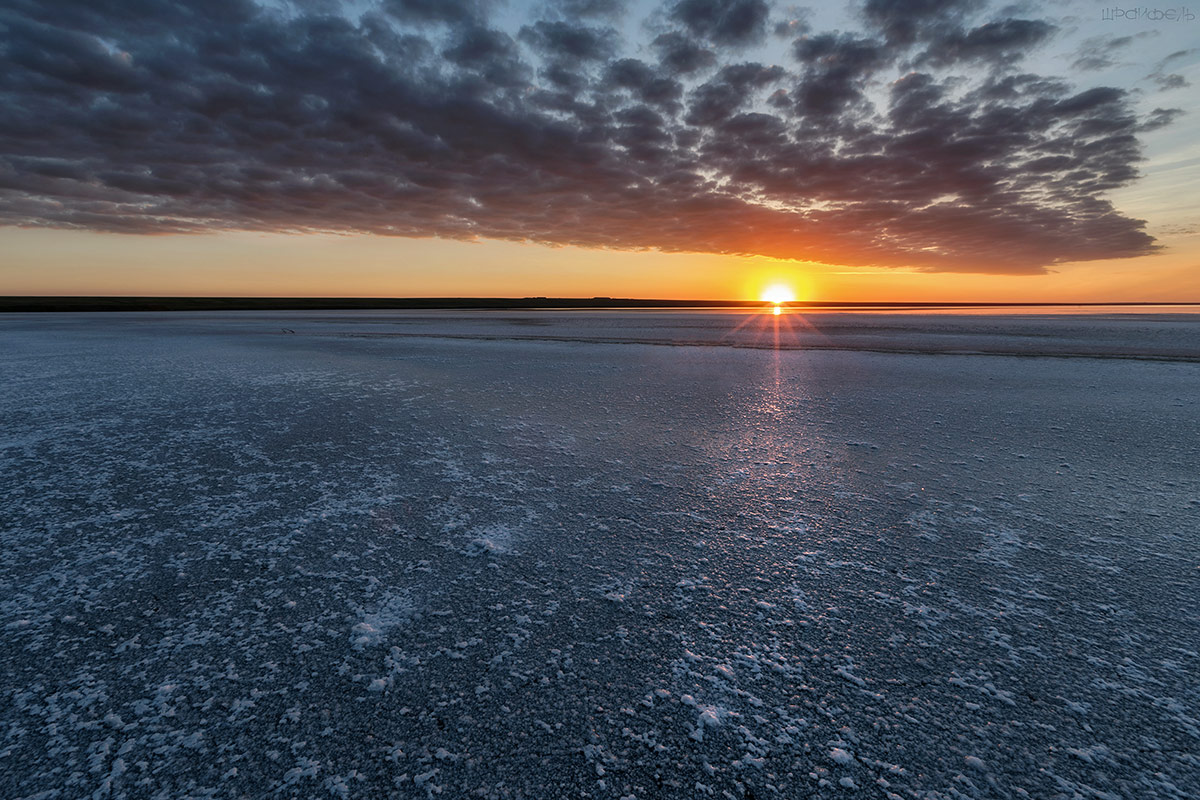
Схід сонця над озером Лопухуватим.

Манич-Гудило — єдина постійна водойма Ростовського заповідника. Крім нього до постійних слід віднести озера Грузьке, Лебяже, Лопухувате, що утворились в улоговинах між берівськими буграми, але всі вони знаходяться в буферній зоні, а не в самому заповіднику. Решту заповідних водойм становлять тимчасові водотоки і озера, які виникають навесні і поступово висихають до середини літа. З таких тимчасових водойм найбільшою є озеро-солончак Цган-Хаг. Слід зазначити, що всі замкнуті водойми заповідника солоні або солонуваті. Це пояснюється не тільки їхнім походженням від давньої морської протоки, але й сучасним гідрологічним режимом. Будучи безстічними, вони накопичують мінеральні речовини з поверхневими стоками, а води позбуваються тільки через випаровування. Внаслідок цього їхні води повільно солонішають, а в тимчасових водоймах прісна дощова вода мінералізується за рахунок солей, накопичених у верхньому шарі ґрунту. Поблизу кордонів Стариковського філіалу існує прісний Колесніковський став, густо порослий надводною рослинністю.
Річок у Ростовському заповіднику немає. Проточні водойми на охоронюваній території представлені струмками, що протікають по тальвегам балок. У балках Крута і Волочайка вони настільки дрібні, що ледь зволожують дно, в балці Солонка місцями струмок робить промоїни, а в балці Лисяча водотік підживлюють ґрунтові води. Найбільший струмок, що розмірами нагадує річку, протікає по дну балки Старикова, однак цей водотік тимчасовий, наповнюваний лише під час танення снігу і сильних злив.
Терени Ростовського заповідника входять до Єргенінського артезіанського басейну. Потужність водоносного горизонту на його території дорівнює 10—20 м. Підземні води здебільшого сильно мінералізовані (0,2—10 г/л), незадовільно мінералізовані води трапляються рідко, у вигляді неглибокої верховодки. Хімічний склад води коливається від гідрокарбонатно-кальцієвого до хлоридно-натрієвого. Родовище прісних вод Єргенінського водоносного горизонту відносять до категорії господарсько-питних. Підземні води приурочені до двох основних горизонтів: пісків єргенінської свити доби пліоцену та яшкульської свити середнього міоцену. У Єргенінському басейні сульфатні води поширені в єргенінських пісках пліоцену на глибині від 48 до 71 м. Води цього типу рекомендовані для пиття і лікування. Йодо-бромні води залягають на глибині 200—300 м, їхня мінералізація становить 20—45 г/л, вміст йоду 2-40 мг/л.

## Геологія та ґрунти
В геологічному відношенні Кумо-Маницька западина є залишком прадавньої Маницької протоки, що в минулому з'єднувала Чорне і Каспійське моря. Сучасні водойми западини, включно з найбільшим соленим озером Манич-Гудило, є реліктовими рештками тої давньої акваторії. Маницька протока вперше сформувалась в плейстоцені в ході Бакинської трансгресії, що припала на початок останнього льодовикового періоду. Згодом вона зникла внаслідок підняття земної кори в цьому регіоні, а потім вдруге з'явилась в ході Хвалинської трансгресії наприкінці льодовикового періоду (найвірогідніше, у вюрмі). Берег Маницької протоки з боку Передкавказзя вкрив шлейф делювію, що сповз з Кавказького хребта. Частина морського осаду, винесеного хвилями протоки, відклалась у вигляді акумулятивних наносів по обох берегах, пізніше до них додалися елювіальні відклади новоутворених лиманів-озер. На дні Грузького, Лебяжого і Лопухуватого озер в сучасний історичний період утворився потужний шар цілющого мулу. Решту суходолу вкривають здебільшого тяжкі і середні суглинки, меншою мірою — глинисті й легкі суглинисті породи.
У формуванні ґрунтового покриву Ростовського заповідника вирішальну роль зіграли засолені ґрунтотворні породи в поєднанні з посушливим спекотним кліматом і особливостями мікрорельєфу. В Острівному, Стариковському, Краснопартизанському філіалах переважають каштанові і темно-каштанові ґрунти, які разом із вкрапленнями солонців покривають від 10 до 50 % їхньої площі. Решту ділянок у цих філіалах вкривають солончаки і лучно-каштанові ґрунти. Натомість, в урочищі Цган-Хаг на долю солонців та солончаків припадає 65 %, від 10 до 25 % зайняті дрібними і корковими солонцями та сильно солонцюватими лучно-каштановими ґрунтами. Решта площі вкрита вологими лучно-каштановими, алювіальними і лучно-болотними ґрунтами.

## Флора
Флора заповідника налічує 459 видів вищих рослин, 12 видів мохів і 52 види грибів, серед яких щонайменше 14 охоронюваних, а також чимало ендемічних. Основу заповідної рослинності складають представники родин Бобових, Тонконогових, Айстрових, Капустяних, Глухокопивових, Гвоздикових та Лободових. На охоронюваній території фітоценози різноманітні, вони представлені степами, прибережними заростями, псамофітними, солончаковими і водними угрупованнями рослин.

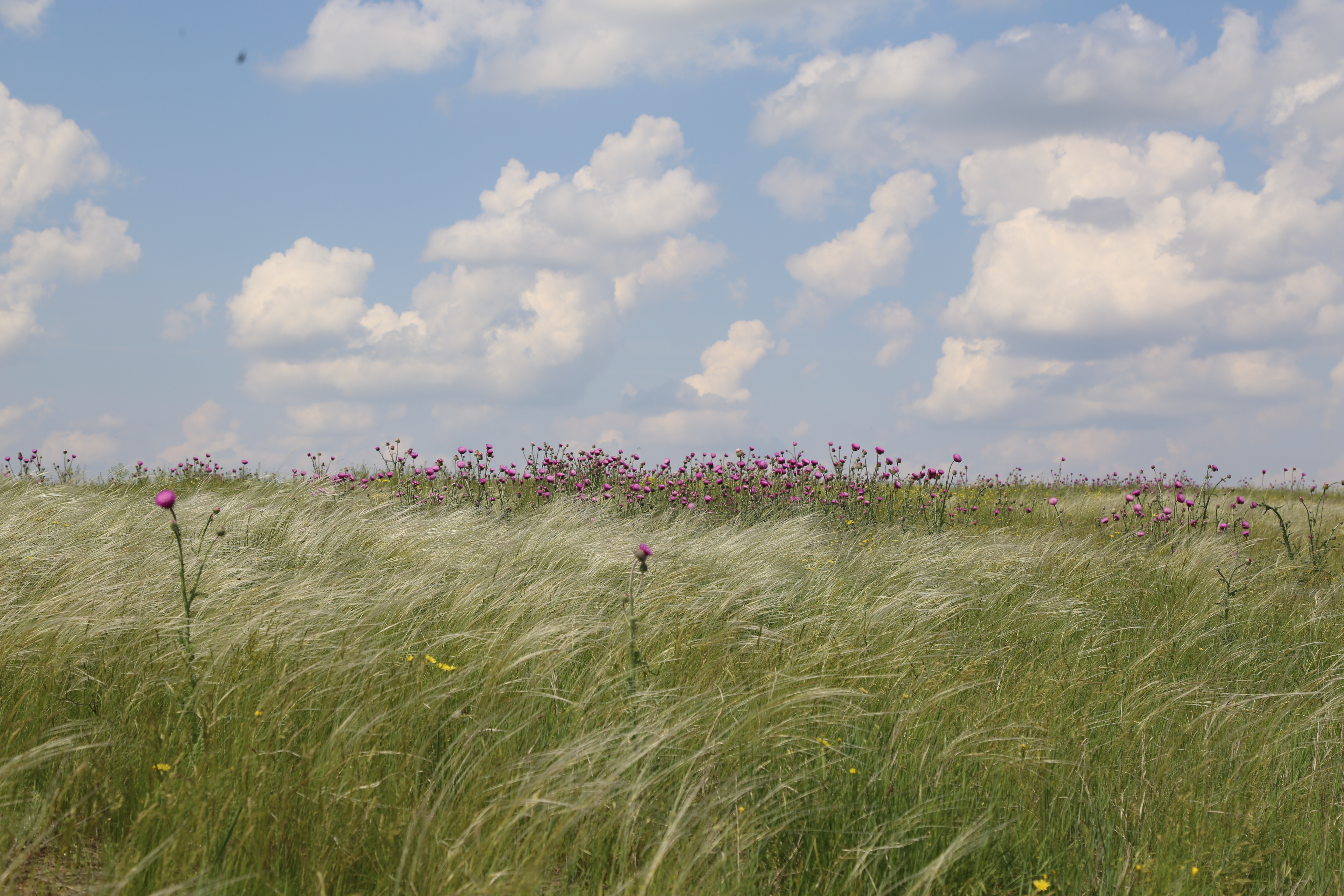
Ковиловий степ.

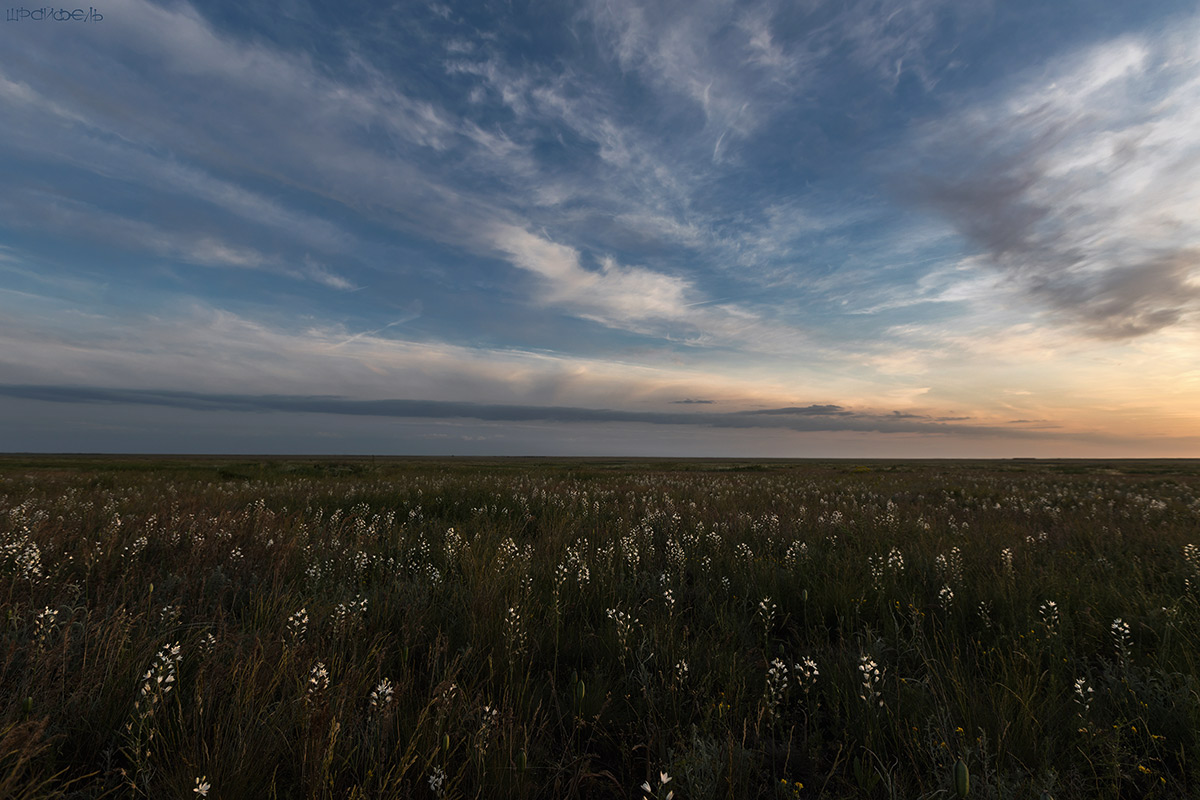
Масове цвітіння рястки у ковиловому степу.

Степи Ростовського заповідника належать до південного типу, їм притаманний відносно бідний видовий склад і негустий травостій, в якому істотну частку займають солевитривалі і пустельні рослини, зокрема, ефемероїди. Степи в заповіднику існують у таких різновидах як кострицево-ковиловий, пижмо-дерновинно-злаковий і гіркополино-пустельножитняковий. Кострицево-ковиловий степ, який найбільш схожий на справжні степи північніших регіонів, розвинутий на найбільш плодючих ґрунтах. Він вкриває підвищені частини пагорбів, схили балок і рівнини над урвищами. В такому степу основу травостою складають костриця валіська і різні види ковили, причому нарівні з ковилою волосистою, Лессінга, пухнастолистою і найкрасивішою (представниками північної флори) тут зростають типові вихідці з Азії — ковила Залеського і сарептська. У пижмо-дерновинно-злаковому степу основу травостою складають пижмо деревієлисте і різноманітні степові злаки, як от кипець сизий, пирій повзучий, тимофіївка степова тощо. Гіркополино-пустельножитняковий степ займає ділянки навколо озер і солончаків, у ньому панують дуже посухостійкі і невибагливі рослини, такі як житняк пустельний і полин гіркий. Крім гіркого полину в таких степах багато полину австрійського і приморського, а взагалі в заповіднику знайдено 15 представників цього роду.
Домішками до панівних видів у степах виступають представники різнотрав'я: валер'яна бульбиста, деревій звичайний, залізняк бульбистий, морква дика, миколайчики сині, чебрець широколистий, а також усілякі бобові трави, серед яких найбільш чисельні астрагали (Astragalus calycinus, міхурчастий, яйцеплодий тощо), вики (Vicia olbiensis, волохата, чотиринасінна, шорстка) і верблюжа колючка звичайна. Характерною особливістю місцевого степу є присутність у ньому різноманітних видів лободи (14 видів), вихідців з напівпустель ферул, а також рослин штибу перекотиполе, зокрема, кермеків Маєра, сарептського, стокротколистого (прикаспійського підвиду), широколистого і кермечника татарського.
Серед усіх визначних особливостей маницьких степів найвідоміша — присутність у них великої кількості ефемероїдів. Такі рослини квітнуть рано навесні або пізньої осені, коли запаси вологи у ґрунті ще доволі значні. В Ростовському заповіднику до поширених представників цієї групи рослин відносять рястку Коха, півники маленькі та низенькі, тонконіг бульбистий, тюльпани Біберштайна, садовий, двоквітковий, Шренка. Ефемероїди на охоронюваній території не просто різноманітні, а й дуже чисельні, тому їхнє масове цвітіння перетворює голі рівнини на барвистий килим. Крім того, влітку на окремих ділянках степу масово квітнуть деякі з пересічних представників різнотрав'я (суріпиця звичайна, синяк звичайний), які створюють короткочасні, але видовищні аспекти.

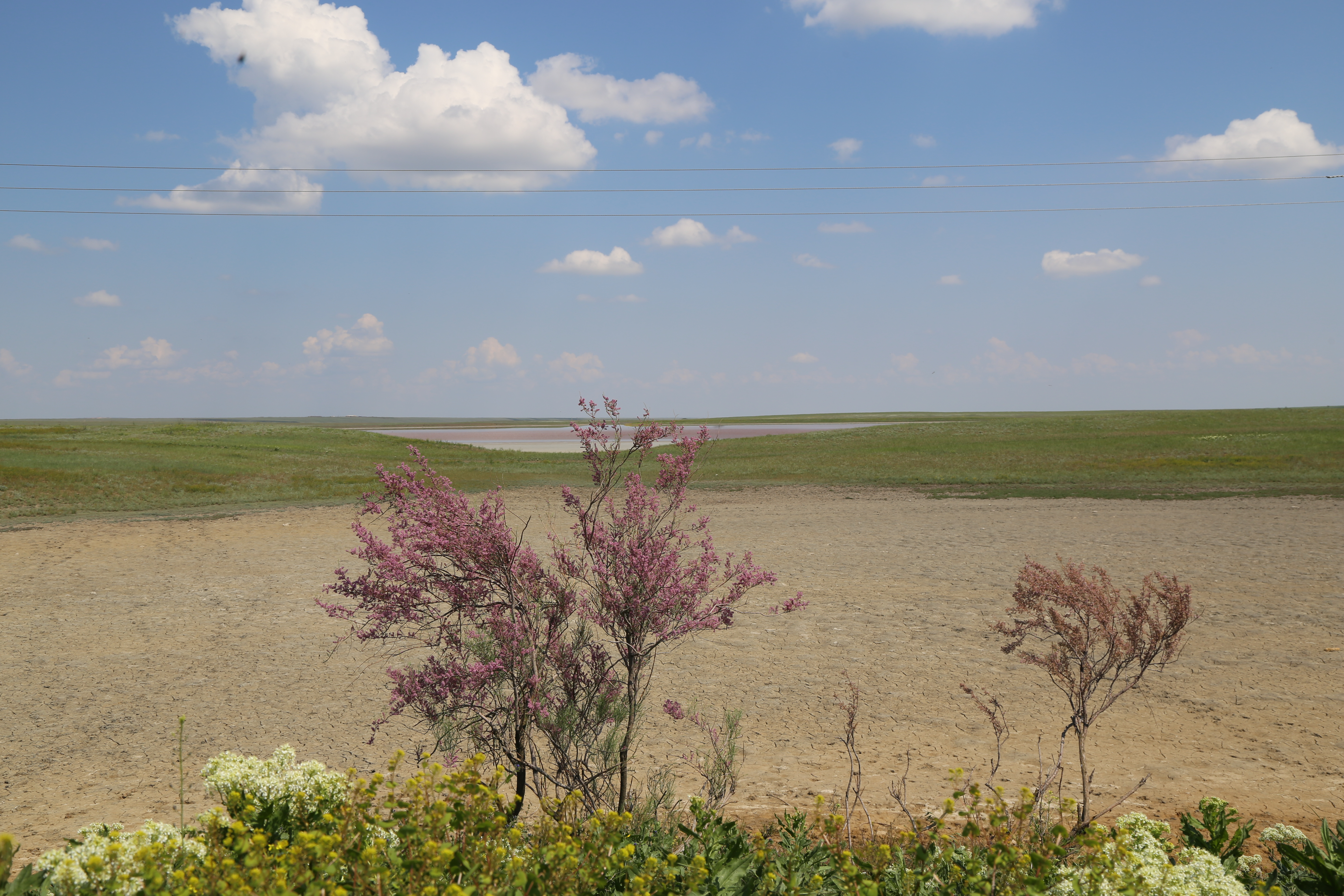
Квітучий тамарикс на тлі солончаку.

Зовсім інакше виглядають солончаки Ростовського заповідника, на яких ніколи не буває масового цвітіння квітів. Через високу солоність ґрунту, несприятливу для більшості рослин, травостій на цих ділянках розріджений настільки, що між рослинами видно голу землю, а самі вони виглядають як непривабливі низенькі кущики. Рослинність тут представлена невеликою кількістю солевитривалих видів, перш за все кураями (модриновим, поташевим, содовим тощо), лищицею польовою, солонцем звичайним, солянкою шишкуватою і стелюшком морським. Ще одним специфічним середовищем, несприятливим для рослин, є піски. У заповіднику вони представлені невеликими за площею ділянками пляжів, кіс, а подекуди й схилами берівських бугрів. З трав'янистих рослин тут трапляються гвоздика Борбаша, лищиця польова, пісочник довголистий, піщанка чебрецелиста, стелюшок морський, устелиполе піскове, еспарцет пісковий, а з чагарників — тамарикси галузистий, стрункий тощо.
У водоймах заповідника і буферної зони розвинута прибережна і водна рослинність, однак вона одноманітна. Щільні зарості на мілководдях озер утворює здебільшого очерет, а місцями — рогіз вузьколистий, бульбокомиш приморський, куга озерна з домішкою ситника стиснутого. Біля кромки води зростають плакуни верболистий, гісополистий і прутяний, ожина сиза, частуха ланцетна, також тут трапляються поодинокі дерева (маслинки вузьколисті). З-поміж занурених у воду рослин на охоронюваній території описані тільки рдесник пронизанолистий і близькі до нього Althenia filiformis, Althenia orientalis. Перелік заповідних фітоценозів завершують деревні насадження і рудеральна рослинність. Справжніх лісів у Ростовському заповіднику немає, а деревостани представлені переважно залишками лісосмуг у Краснопартизанському філіалі. Їхній флористичний склад не становить природоохоронної цінності. Рудеральна рослинність на охоронюваній території представлена фрагментарними заростями, приуроченими до узбіч доріг. Попри незначну площу вона доволі різноманітна і включає поширені у помірному кліматі види бур'янів: будяк звичайний, грицики звичайні, кульбабу лікарську, нетреби каліфорнійську і колючу, триреберник непахучий, чорнощир звичайний.
На теренах Ростовського заповідника видове різноманіття мохів і грибів невелике, що пояснюється несприятливим для цих організмів посушливим кліматом, причому гриби тут представлені здебільшого мікроскопічними грибками роду Penicillium. Натомість рідкісні види належать головним чином до судинних рослин. З видів, занесених до Червоної книги Росії, тут виявлені белевалія сарматська, вільгунець волзький, ковила найкрасивіша і українська, півники маленькі, тюльпан Шренка. Крім них деякі з рослин заповідника занесені до Червоної книги Ростовської області, а саме: Astragalus calycinus, астрагал міхурчастий, катран шорсткий, ковила Лессінга і сарептська, півники низенькі, тюльпани двоквітковий і Біберштайна, ефедра звичайна тощо.
Охоронювані рослини Ростовського заповідника

## Фауна
Фауна Ростовського заповідника включає ссавців 38 видів, птахів — 217, плазунів — 12, земноводних — 3, комах — близько 1600 видів. З орнітофауни заповідника 30 видів птахів занесені до Червоної книги Росії, а 11 — до Червоного списку Міжнародного союзу охорони природи.
Фауна охоронюваної території має яскраво виражений степовий характер і включає мешканців відкритих просторів. На відміну від лісової смуги комахоїдні тут нечисленні, вони представлені двома видами землерийок (білозубки білочерева і мала) і трьома видами їжаків (їжаки європейський і білочеревий, їжачок вухатий). З кажанів відмічений тільки нетопир білосмугий. Єдиний представник зайцеподібних у Ростовському заповіднику, заєць сірий, належить до наймасовіших видів. Сучасна збіднена фауна гризунів включає 14 видів. Фоновими у маницьких степах можна вважати полівок гуртову і звичайну, тушкана великого, тушканчика малого, хом'ячка сірого, менш поширений ховрах малий. Велика кількість цибулинних рослин приваблює сюди два високоспеціалізованих види риючих гризунів, сліпака звичайного і сліпачка степового, які ведуть підземний спосіб життя. Типово лісові, а також синантропні види, як от мишаки європейський і жовтогрудий, миша хатня, пацюк сірий, потрапляють до охоронної зони випадково. Біля водойм селяться щур водяний і ондатра. Останній вид акліматизували, він не притаманний аборигенній фауні європейських степів.

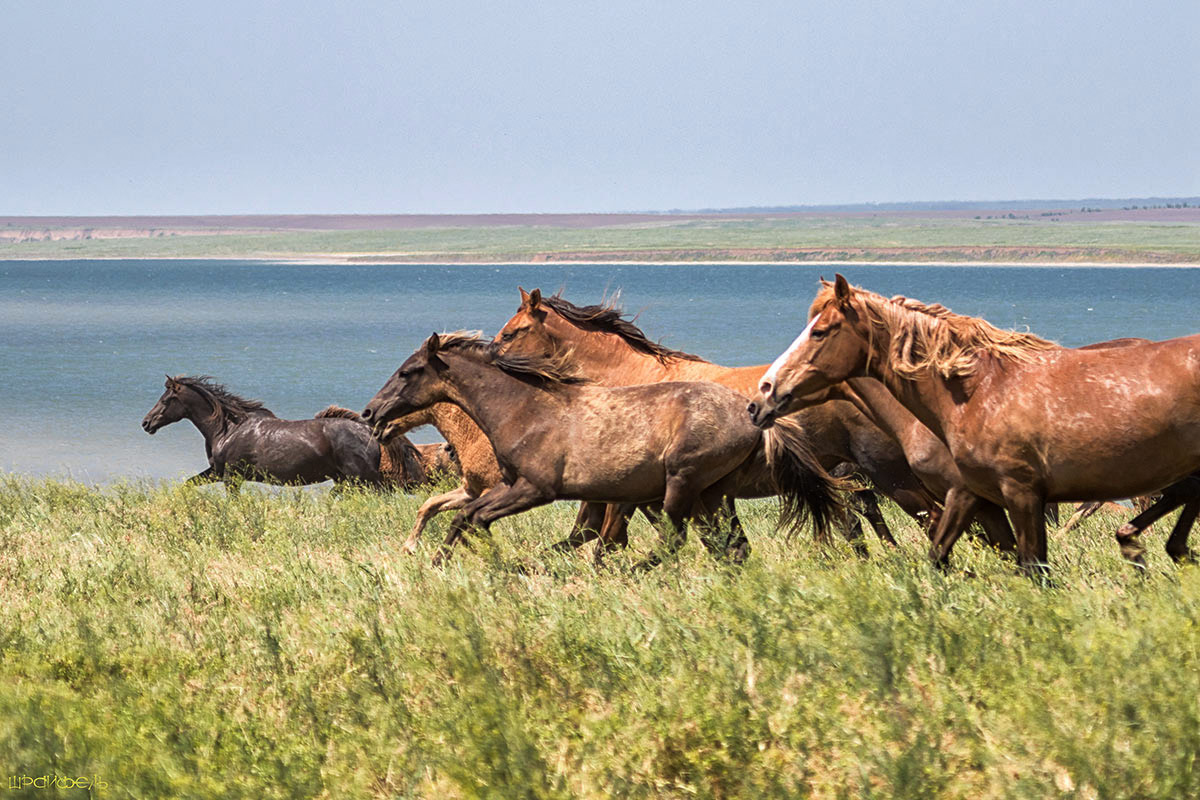
Здичавілі коні на острові Водний.

Велика кількість гризунів приваблює до заповідника хижаків, серед яких найбільш різноманітні дрібні. У степах і прилеглих до них деревних насадженнях мешкають корсак, ласиця мала, перегузня, лісовий і степовий тхори. Суто лісові види, такі як куниця кам'яна, трапляються у деревних насадженнях зрідка. Популяції великих хижаків, хоча і нечисельні через малу площу заповідника, однак стабільні. На островах щорічно виводять потомство борсуки, лисиці, вовки, зрідка до заповідника заходять на полювання єнотоподібні собаки і шакали. Фауна копитних вельми розмаїта. Нарівні з лісовими видами, такими як свиня дика і сарна європейська, тут трапляються представники тайгової (лось) і степової зон (сайгак). Останні два види представлені поодинокими особинами, свині і сарни концентруються в буферній зоні. У 2020 році в заповіднику в позашлюбний період спостерігали дивне товариство лосиці з молодим благородним оленем. Натуралізованими копитними заповідника можна вважати і здичавілих донських коней, які мешкають на острові Водний. Поїдаючи траву, ці тварини позбавляють степ зайвої сухої підстилки і допомагають підтримувати біорізноманіття рослин.
Поширені ссавці Ростовського заповідника
В орнітофауні Ростовського заповідника виділяють декілька видових комплексів. На степових ділянках основу пташиного населення складають дрібні горобцеподібні. Тут гніздуються вівсянка звичайна, кам'янки звичайна, лиса і попеляста, жайворонки польовий і степовий, посмітюха. До чагарникових заростей тяжіють сиворакша, шпаки звичайний і рожевий, причому шпаки восени утворюють багатотисячні зграї. З пернатих інших систематичних груп у степу звичайні куріпка сіра, лежень, перепілка звичайна, малочисельні, але гніздуються регулярно дерихвости лучний і степовий, журавель степовий, хохітва, одиничними особинами представлена дрохва. Дуже різноманітні хижі птахи, кормову базу яких складають чисельні дрібні гризуни, птахи, змії. З 35 видів денних хижих птахів найчастіше на очі потрапляють боривітри звичайний і степовий, зимняк, кібчик, лунь степовий, орел-могильник. Для нічних хижих птахів у заповіднику немає придатних біотопів, тим не менш, у лісосмугах гніздуються сови болотяні, а пугачі на островах облаштовують гнізда прямо на землі, що загалом не притаманно цьому виду. Взимку в степу майже не залишається великих пернатих, натомість значно збільшується кількість дрібних за рахунок кочових і зимуючих видів. О цій порі тут особливо помітні жайворонки рогаті, граки, галки та менш чисельні круки.
Невеликі за площею деревні насадження заповідника дають прихисток деяким невибагливим лісовим мешканцям. Тут превалюють види з широкими ареалами, як от вивільга, вівчарик-ковалик, дятел звичайний, зозуля звичайна, зяблик, коноплянка, кропив'янка садова, соловейко східний. Деякі з лісових птахів воліють шукати поживу біля людського житла (синиця велика, припутень), а на територію заповідника часто навідуються синантропні птахи з навколишніх населених пунктів (ластівка сільська, серпокрилець чорний, ворона сіра).

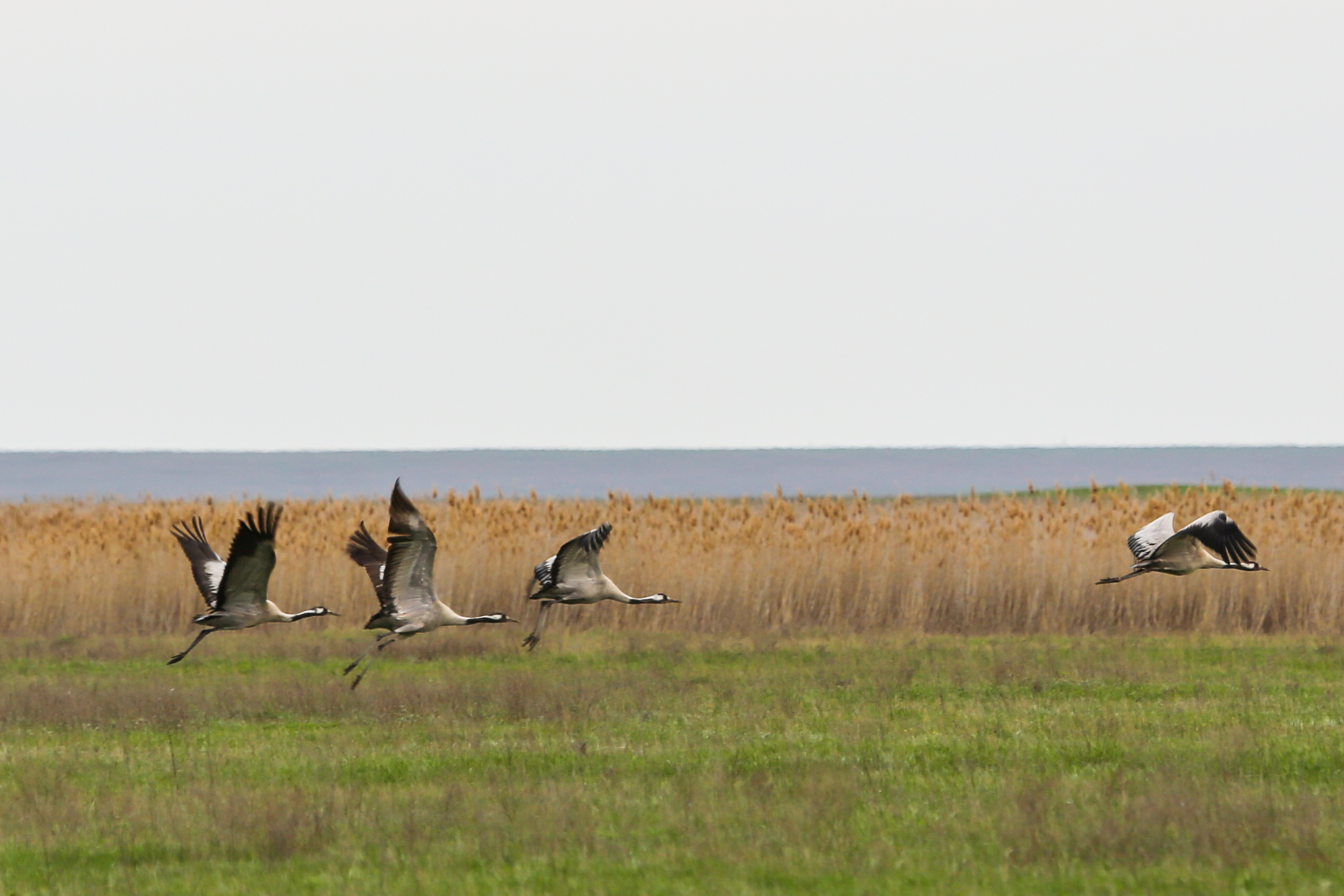
Сірі журавлі.

Дуже багатий комплекс водних і коловодних птахів. З водоплавних пернатих на заповідних озерах у гніздовий період чисельні баклани (3 види), галагази, гуски сірі, косарі, лебеді-шипуни, пелікани кучеряві і рожеві. На піщаних пляжах облаштовують гамірливі колонії різноманітні крячки і мартини, серед яких особливо багаточисельні мартини каспійські. Менш помітні, але також типові для Ростовського заповідника кулики (грицики великі, чоботарі тощо), чаплі (8 видів), пастушкові птахи (5 видів). Ця здобич і риба привертає увагу специфічних хижаків, яких частіше можна зустріти біля водойм, ніж деінде (наприклад, орланів-білохвостів, шулік чорних). До коловодного комплексу слід зарахувати і пернатих, чия біологія безпосередньо не пов'язана з водою, але які приурочені до прибережних заростей. Так, в очеретах гніздуються синиця вусата, декілька видів очеретянок, а на трав'янистих прибережних ділянках — плиски жовта і біла. Численні глинисті урвища і схили молодих ярів приваблюють ластівок берегових, які риють нірки у м'якому ґрунті. Крім них, ці біотопи уподобали бджолоїдки звичайні та одуди.
Водойми Ростовського заповідника набувають особливого значення навесні та восени, коли на них зупиняються на перепочинок і годівлю зграї перелітних птахів. Тоді на Манич-Гудилі та сусідніх озерах можна спостерігати види, які в степовій зоні зазвичай не гніздуються. Такими мандрівниками є брижачі, гагари чорношиї, журавлі сірі, казарки червоноволі, сивки звичайні тощо. Взагалі розташування заповідника на перехресті міграційних шляхів неподалік від кордону степової зони робить його орнітофауну вкрай пістрявою. Наприклад, серед залітних птахів на його теренах спостерігали вихідців тундри (гуски білолоба і мала, журавель білий, побережник ісландський, поморник короткохвостий), мешканців густих лісів (горіхівка, лелека чорний, снігур, шишкар ялиновий), гостей з південних водойм (султанка, фламінго рожевий) і жителів кавказького високогір'я (тетерук кавказький, стінолаз, улар кавказький).
Птахи Ростовського заповідника

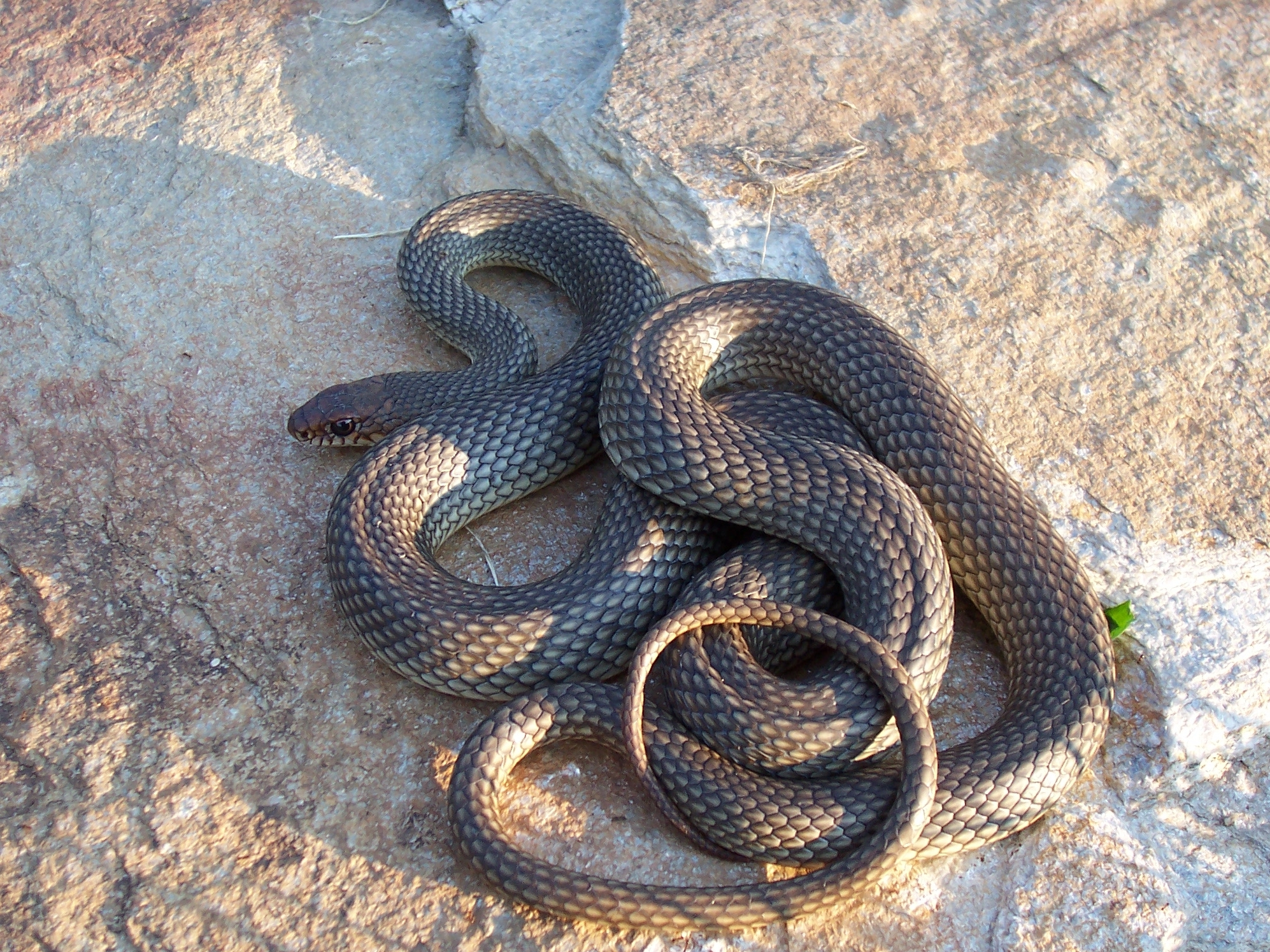
Полоз жовточеревий — типова змія Ростовського заповідника.

Герпетофауна Ростовського заповідника доволі багата, оскільки теплий клімат, а також багаточисельність наземних птахів і гризунів створюють сприятливі умови для розмноження плазунів. У степах висока густина популяцій гадюки лучної і степової, полозів жовточеревого, візерункового, сарматського, ящіркової змії звичайної, ящірки прудкої. Рідше трапляються полоз чотирилінійний і мідянка звичайна. До берегів водойм тяжіють вужі звичайний і водяний, в озерах трапляються болотяні черепахи європейські, які полюбляють грітися у покинутих гніздах сірих гусок. Оскільки солоні водойми непридатні для життя земноводних, то на території самого заповідника вони трапляються рідко, будучи чисельними у навколишніх прісних акваторіях. З амфібій тут відмічали жабу озерну, ропуху зелену і часничницю звичайну.
В ентомофауні Ростовського заповідника переважають прямокрилі, твердокрилі, перетинчастокрилі і лускокрилі. З-поміж прямокрилих масові коник зелений, цвіркун польовий, різноманітні саранові тощо. Цінними представниками цієї групи комах є дибка степова і коник-товстун степовий, занесені до Червоної книги Росії. З жуків у степах заповідника найбільш різноманітні довгоносики, гнойовики, насіннєїди, туруни, з перетинчастокрилих — мурахи і джмелі. Денні метелики представлені здебільшого вогнівками, а нічні — совками і бражниками. Також в біоценозах заповідника важливу роль грають локально чисельні види хижих комах, наприклад, у степах полюють богомоли, а над водоймами звичайні бабки. Окрім дибки і коника-товстуна до охоронюваних комах заповідника зараховують туруна угорського, джмеля пахучого, метелика махаона.

## Стан екосистем

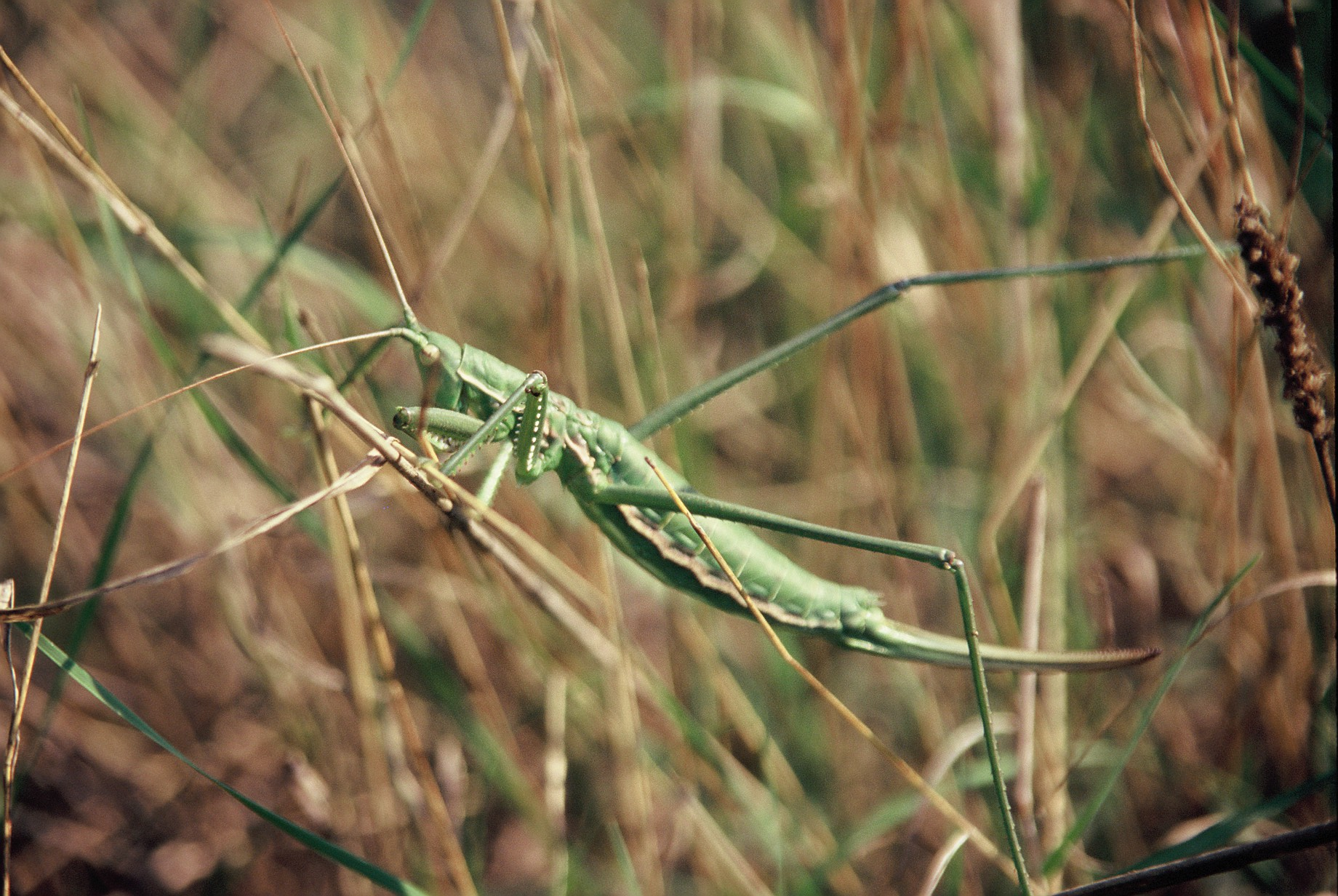
Рідкісна дибка степова полюбляє цілину.

Терени Ростовського заповідника належать до цілини, тобто ділянок степу, які ніколи не були розорані. Цим обумовлена загалом добра збереженість місцевих ландшафтів, флори і фауни, однак зовсім уникнути негативного впливу людської діяльності на заповідну територію не вдалося. Ще до встановлення охоронного режиму у маницьких степах винищили бабаків, тарпанів, сайгаків, дрохв. До середини XIX сторіччя в Грузькому, Лебяжому і Лопухуватому озерах видобували харчову сіль. В другій половині XIX століття на озері Грузькому діяв бальнеологічний курорт, на якому лікувались цілющими грязями. В XXI столітті ці озера в господарстві не використовують.
Ще до встановлення заповідного режиму надмірне випасання овець на багатьох ділянках ущільнило ґрунт, пригнітило відновлення трав'яного покриву, внаслідок чого травостій став розрідженим і в ньому критично знизилась частка ефемероїдів. Після заповідання віддаленим наслідком такого впливу стала ґрунтова ерозія. Протилежною проблемою стала повна відсутність на момент заповідання диких копитних, які б поїдали траву, забезпечуючи нормальне відновлення степової рослинності. Частково її нівелює присутність у заповіднику табуна здичавілих коней, які фенотипом дуже схожі на місцеву донську породу. Тварини самотужки заселили острів Водний у 1960-х роках. Без нагляду людей вони здичавіли, однак заповнили потрібну екологічну нішу, замінивши в такий спосіб тарпанів. Як наслідок, колонії полівки гуртової на острові значно більші, ніж у материковій частині, де травостій не порушений копитними.
В сучасний історичний період територія заповідника опинилась в зоні найбільш вірогідних проявів аридизації клімату, спричиненої глобальним потеплінням. З 2000-х років тут відмічають зменшення водного дзеркала озер, збільшення виносу солі з поверхні солончаків під час пилових бур, зсув фенологічних явищ. Наприклад, у XX столітті кучеряві пелікани починали гніздуватися в заповіднику на початку квітня, а з 2016 року насиджування яєць птахами цього виду відмічають у лютому. Повітряна і ґрунтова посухи значно підвищують небезпеку степових пожеж. Крім них, для заповідника актуальними залишаються проблеми браконьєрського рибальства і несанкціонованого випасання худоби фермерами навколишніх сіл, через яке на прикордонних ділянках заповідної території зменшились популяції рідкісних видів: белевалії сарматської — на 85,7 %, тюльпана Біберштайна — на 81,9 %, тюльпана двоквіткового — на 60 %, тюльпана Шренка — на 88,1 %. Проблемною ланкою у співпраці з сусідніми фермерами залишається хижацтво вовків, які нападають на овець.

## Наукова діяльність

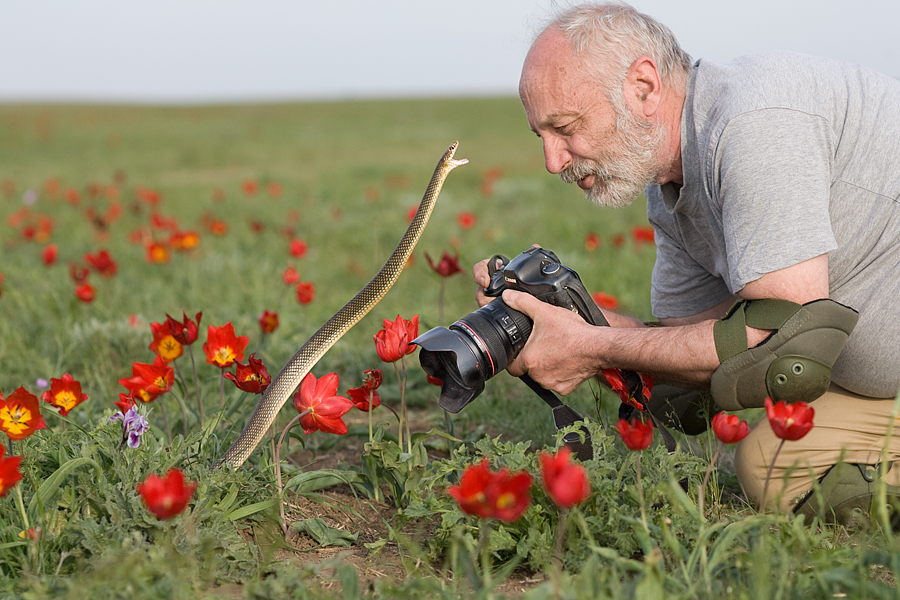
Захисна поведінка жовточеревого полоза під час зйомки в околицях Манич-Гудила. В кадрі також рідкісні тюльпани Шренка.

Наукові дослідження в Ростовському заповіднику систематично проводять з 1998 року. Основними напрямками наукової роботи є систематичні метеорологічні спостереження, комплексне вивчення флори, моніторинг відновлювальної сукцесії у степових біоценозах, дослідження динаміки популяцій водних і коловодних птахів, вивчення екології здичавілих коней, а також дослідження окремих систематичних груп тварин. В рамках наукових спостережень у заповіднику прокладено постійні фенологічні стежки, закладено пробні майданчики, щорічно проводять маршрутні обліки птахів. З 2008 року тут діє метеостанція, наукова база заповідника також включає бібліотеку, гербарій, зоологічні колекції, електронну базу даних. Крім власної території з 2011 року науковці природоохоронної установи виконують спостереження також і в підпорядкованому їм Цимлянському заказнику.
Результати виконаних робіт публікують у щорічних випусках Літопису природи, станом на 2020 рік випущено вже 14 таких видань. За участі співробітників заповідника підготовлений випуск Червоної книги Ростовської області. Також науковці Ростовського заповідника регулярно проводять тематичні конференції, активно співпрацюють з природоохоронними, науковими і освітніми установами Росії й прикордонних країн, зокрема, ведуть обмін досвідом з українськими Луганським заповідником і заповідником «Асканія-Нова», Інститутом зоології імені І. І. Шмальгаузена.

## Просвітництво і туризм
Фрагментованість території Ростовського заповідника обумовлює значну протяжність його кордонів, а розташування в освоєному сільськогосподарському регіоні змушує адміністрацію взаємодіяти з численними сусідами-землевласниками. З цих причин екологічне просвітництво входить до першочергових задач природоохоронної установи. Його провадять у двох напрямках. Для місцевого населення і, в першу чергу, дитячої та юнацької аудиторії влаштовують конкурси, пересувні виставки, театралізовані вистави. Більшість таких заходів приурочені до шкільного екологічного турніру «Заповідні острови», обласного фестивалю екологічного туризму «Оспіваний степ», акцій «Зелена стрічка» (районна толока) і «Збережемо первоцвіти» (роздача агітаційних листівок). В рамках співпраці з екоклубами Орловського і Ремонтненського районів для школярів з 2013 року щорічно організовують дитячу екологічну конференцію «Живій природі — живе співчуття», працівники заповідника також беруть участь у методичних конференціях для вчителів.

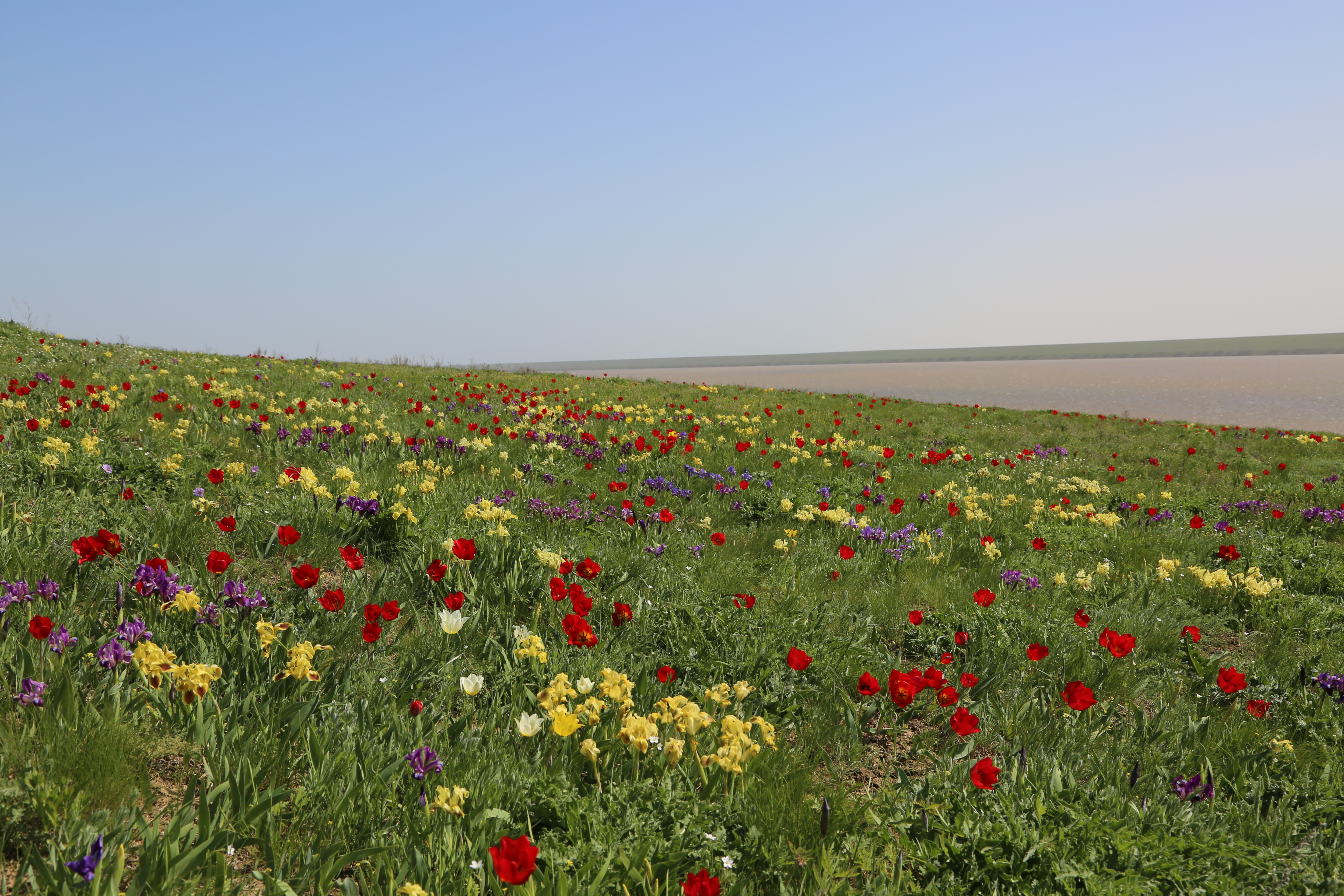
Травневе розмаїття тюльпанів і півників у заповідному степу.

Для гостей заповідника працюють Музей природи у селищі Орловський і Візит-центр у селищі Волочаєвський. Музейна експозиція включає барельєфні карти Ростовського заповідника і Цимлянського заказника, 52 опудала звірів і птахів, мінералогічну, оологічну, ентомологічну колекції. Відвідати музей можна як самостійно, так і скориставшись послугами екскурсовода. У Візит-центрі також є інформаційні стенди, які знайомлять відвідувачів з геологічною історією заповідника, його флорою і фауною. До послуг екскурсантів тут працює сувенірний кіоск, облаштовані відпочинкова зона з альтанкою і мангалом.

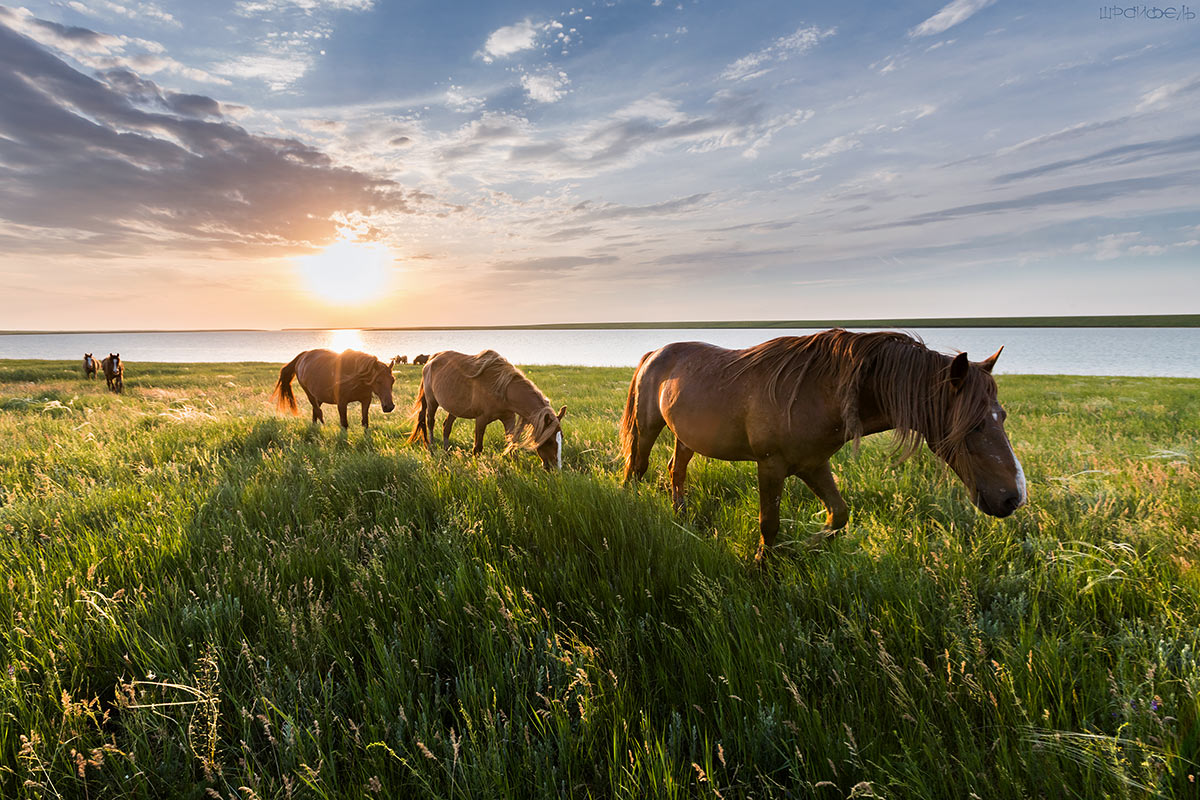
Коні близько підпускають до себе.

Для знайомства з живою природою у Ростовському заповіднику прокладено три екологічні стежки. Найкоротший двокілометровий маршрут «Загадки Маницької долини» знаходиться в Острівному філіалі, він пролягає степовим берегом озера Манич-Гудило. На цій стежці розташовані половецька баба, оглядова вежа та інформаційні аншлаги. Екологічна стежка «Лазурна квітка» починається від адміністративного центру заповідника і є 18-кілометровим автомобільно-пішим маршрутом, прокладеним в буферній зоні заповідника. В залежності від погоди вона може включати відвідини Тюльпанового півострова або солоного озера Лопухувате. Скориставшись цією стежкою можна ознайомитись з геологією заповідника і його рідкісними рослинами. Головною сезонною принадою цього маршруту є барвистий покрив з півників і тюльпанів, помилуватися яким можна лише у травні. Обидві зазначені стежки доступні навіть непідготованим туристам з маленькими дітьми. Дорослі відвідувачі можуть скористатися 25-кілометровою екологічною стежкою «Донські мустанги». Вона починається від адміністративного центру і включає поромну переправу на острів Водний, де екскурсанти можуть зблизька спостерігати за життям здичавілих коней, яких тут називають донськими «мустангами». Ростовський заповідник — єдине місце в Росії, де коні вільно живуть у дикій природі. Слід зазначити, що всі екологічні стежки відкриті для туристів навесні та восени, влітку через сильну спеку вони не діють.